# Monanthotaxis madagascariensis
Monanthotaxis madagascariensis (Cavaco & Keraudren) Verdc. – gatunek rośliny z rodziny flaszowcowatych (Annonaceae Juss.). Występuje endemicznie na Madagaskarze. 

## Morfologia
PokrójZimozielone i zdrewniałe liany.
LiścieMają odwrotnie jajowaty kształt. Mierzą 4,5–12,5 cm długości oraz 3,5–5 cm szerokości. Są lekko owłosione od spodu. Nasada liścia jest rozwarta. Blaszka liściowa jest o długo spiczastym wierzchołku. Ogonek liściowy jest nagi i dorasta do 6 mm długości.
KwiatySą zebrane w pęczki, rozwijają się w kątach pędów. Działki kielicha są owłosione i dorastają do 2 mm długości. Płatki mają owalny kształt, są mięsiste, prawie takie same, lekko owłosione, osiągają do 5 mm długości. Kwiaty mają 20 owłosionych owocolistków o podłużnym kształcie i długości 1–2 mm.